# 4hero
4hero (čita se: for hiro) muzička je grupa iz Dolis Hila, London, koji čine Dego, Mark „Mark Mak” Kler (engl. Mark „Marc Mac” Clair) i Denis „Dego” Makfarlan (engl. Denis „Dego” McFarlane). Iako se ime benda često piše 4 Hero ili 4-Hero, na njihovim albumima i zvaničnom veb-sajtu ime je stilizovano kao 4hero.

## Diskografija
- (1991)
- (1995)
- (1998)
- (1999)
- (2001)
- (2004)
- (2006)
- (2007)

## Spoljašnje veze
- Zvanični veb sajt (језик: енглески)
- ) (језик: енглески)

## Video link
- (језик: енглески)